# 백지 수표 (영화)
백지 수표(Blank Check)는 미국에서 제작된 루퍼트 웨인라이트 감독의 1994년 코미디, 가족 영화이다. 브라이언 본설 등이 주연으로 출연하였고 게리 아델슨 등이 제작에 참여하였다.

## 출연

### 주연
- 브라이언 본설
- 카렌 더피
- 제임스 레브혼
- 제인 앳킨슨

### 조연
- 마이클 포스티노
- 미겔 페레
- 마이클 러너
- 톤 로크
- 릭 더코먼

## 제작진
- 협력프로듀서: 찰스 스쿠라스 3세
- 미술: 넬슨 코티즈
- 의상: 데보라 에버턴